# Рыцарь дорог (телесериал, 2008)
«Рыцарь дорог» (англ. Knight Rider) — американский телесериал, премьера пилотной серии в Америке 17 февраля 2008 года. Сериал является продолжением/ремейком популярного американского телесериала «Рыцарь дорог» 1980-х годов. Первая серия является пилотной, но после высокого рейтинга, сериал решено было продолжить. Премьера первого сезона состоялась 24 сентября 2008 года. В конце 2008 года вместо 22 эпизодов сериал решили сократить до 17. 19 мая 2009 года было заявлено, что сериал не будет продлён на второй сезон.

## Основные персонажи
- Майк Найт (Джастин Брюнинг) — главный герой сериала, служил в армии США во время войны в Ираке.

Сам того не зная, он был сыном Майкла Найта из оригинального сериала, но воспитывался матерью, поскольку Найт-старший был вынужден оставить их ради их же безопасности. Поэтому Майк изначально носил фамилию «Трейсер» (англ. Mike Traceur). После встречи со своей бывшей девушкой Сарой Грейман и КИТТом, Майк взял фамилию отца и устроился в FLAG в качестве пилота КИТТа. Майк влюблён в Сару и признался ей в этом уже в четвёртой серии. В противоположность своему отцу
- КИТТ (Knight Industries 3000, озвучен Вэлом Килмером) — второй главный герой сериала, автомобиль Ford Mustang Shelby GT500KR.

Подобно своей классической версии, он имеет красный сканер на «носу» и молекулярный щит, но имеет немало модификаций: трансформация в другие машины, проникновение в компьютеры, загрузка вирусов, использование спутников из космоса для ориентировок на местности, и огнестрельное оружие, также у него есть аптечка в бардачке. Имеет несколько менее развитый интеллект, чем у своего предшественника, но также иногда саркастически выражается.
- Дианна Руссо — Сара Грэйман, дочь Чарльза Грэймана
- Смит Чо — Зои Чао, компьютерный специалист Knight Research and Development, позже FLAG.
- Пол Кэмпбелл — Билли Морган, компьютерный специалист Knight Research and Development, позже FLAG.

## Прежние персонажи
- Брюс Дэвисон — Чарльз Грэйман, создатель КИТТа.
- Сидни Тамайа Пуатье — Кэрри Ривай, агент ФБР.
- Янсе Ариас — Алекс Торрез, агент ФБР.

NBC заявило, что по итогам 13 серий исполнители ролей Чарльза Греймана, Кэрри Ривай и Алекса Торреза покинут проект.

## Эпизоды
| №  | Название                                                                | Дата премьеры    | Краткое описание |
| -- | ----------------------------------------------------------------------- | ---------------- | --- |
| 1  | «Рыцарь в сияющих доспехах» (англ. «Knight in Shining Armor»)           | 24 сентября 2008 | Женщина из прошлого Майка — Келли Хэдиган, о которой он ничего не помнит, похищает «Пакет» — человека, чьё ДНК содержит важный код. |
| 2  | «Путешествие к концу рыцаря» (англ. «Journey to the End of the Knight») | 1 октября 2008   | Чтобы остановить контрабанду оружия, Майк проникает в банду гонщиков при помощи старого сослуживца. |
| 3  | «Игуана» (англ. «Knight of the Iguana»)                                 | 8 октября 2008   | Майк и Зои должны нейтрализовать отряд террористов в Нижней Калифорнии, скрывающихся под прикрытием серферов. |
| 4  | «Тяжёлые дни рыцаря» (англ. «A Hard Day’s Knight»)                      | 15 октября 2008  | Майк обнаруживает, что он отравлен и ему осталось жить 3 часа до того, как его нервная система выйдет из строя. Чтобы добыть антидот, ему надо сфальсифицировать убийство миллиардера. |
| 5  | «Охотник» (англ. «Knight of the Hunter»)                                | 22 октября 2008  | Майк и КИТТ должны проникнуть в лагерь и остановить офицера-террориста, прежде чем он взорвет дамбу. |
| 6  | «Ночь живых мертвецов» (англ. «Knight of the Living Dead»)              | 5 ноября 2008    | Во время празднования хэллоуина, на штаб совершается нападение и активируется протокол самоуничтожения КИТТа, созданный для того, чтобы в процессе развития искусственного интеллекта, КИТТ не повторил «судьбу» КАРР. Нападение доказывает, что сам КАРР, возможно, не был утилизирован после убийства семерых людей. |
| 7  | «Рок-н-ролл» (англ. «I Wanna Rock & Roll All Knight»)                   | 12 ноября 2008   | Майк, Сара и КИТТ должны остановить парочку сумасшедших — Никки и Макса, взрывающих важные промышленные объекты. Ситуация осложняется тем, что отец Никки — конгрессмен, один из тех, кто оказывает всяческую поддержку фонду и добивается финансирования для проекта. Никки и Макс похищают агента Ривай. |
| 8  | «Зодиак» (англ. «Knight of the Zodiac»)                                 | 19 ноября 2008   | Майк должен проникнуть в группу воров, собирающихся ограбить крупное казино в Лас-Вегасе. |
| 9  | «Лихорадка рыцаря» (англ. «Knight Fever»)                               | 31 декабря 2008  | Во время разбойного нападения на грузовик происходит утечка нановируса «Стрела» (Arrow), поражающего всю электронику. Алекс Торрез обвиняет КИТТа в убийстве грабителей выстрелом из электромагнитной пушки. Билли и Зои узнают, что Торрез скрывает правду о происхождении вируса, созданного Пентагоном, а также свою связь с проектом КАРР. Следы вируса ведут к Райану Эрроу (Rayan Arrow), который 5 лет назад продал подобный вирус-прототип правительству. Между тем, вирус проникает в КИТТа и в штаб Фонда. |
| 10 | «Рыцаря не остановишь» (часть 1) (англ. «Don’t Stop the Knight»)        | 7 января 2009    | Майк, пытаясь спасти похищенного посла Олару Кумали, выполняет всяческие бессмысленные задания похитителя, однако вскоре выясняется, что его цель — создать ядерную бомбу на основе Гафния. Майк пытается вести свою игру с террористом, и освободить Олару, пока КИТТ отвлекает похитителей, но оказывается замеченным. Агент Кэрри Ривай, выяснив их местоположение, вместе со спец.отрядом ФБР проникает на склад, где держали Олару, но оказывается в ловушке — здание заминировано. |
| 11 | «День превращается в рыцаря» (часть 2) (англ. «Day turns into Knight»)  | 14 января 2009   | Продолжение 10 серии… Пока агент Ривай борется за жизнь, Майк и КИТТ транспортируют гафниевую бомбу, причем их скорость должна быть не менее 160 км/ч (100 mph) и им нельзя отклоняться от курса. Это отслеживается системой GPS, установленной на бомбе. Чарльзу Грейману приходит в голову блестящая идея, основанная на том, что GPS координаты не включают в себя значения высоты. Самолёт C-130 берет КИТТа на борт и ложится на его курс. Бомбу выкидывают из самолёта и она взрывается на высоте 16 километров над «ядерной свалкой», предотвращая огромный взрыв. Тем временем обнаруживается местонахождение террориста и второй бомбы, и Майк, Сара и КИТТ отправляются туда. Доктор Грейман остается на поврежденном самолёте, чтобы помочь пилотам посадить, но они терпят крушение. |
| 12 | «Рыцарь в плену короля» (англ. «Knight to King’s Pawn»)                 | 21 января 2009   | Алекс Торрез разрешает использование чипа КИТТа в проекте КАРР и закрывает фонд. Чип содержит все о КИТТе — личность, навыки, воспоминания. Майк узнает о своем прошлом — он был первым пилотом проекта КАРР. Билли изготавливает другой чип и записывает туда данные ОС КИТТа. Майк проникает в зону 51 и перезапускает КИТТа. КАРР выходит из под контроля и борется с КИТТом. Сара узнает, что фонд собственность Knight Industries, а правительство его просто арендовало. Последняя воля создателей КИТТов: Уилтона Найта и Чарльза Греймана — восстановление Фонда защиты Закона и Правопорядка (Foundation for Law And Government — FLAG) в автономном режиме. |
| 13 | «Ограбление» (англ. «Exit Light, Enter Knight»)                         | 28 января 2009   | Майк и КИТТ пытаются предотвратить невероятно спланированное ограбление банка. |
| 14 | «Бой рыцаря» (англ. «Fight Knight»)                                     | 4 февраля 2009   | Майк и КИТТ расследуют загадочную смерть сержанта Бёрбера. Расследование приводит их в нелегальный «бойцовский клуб». |
| 15 | «Полёт рыцаря» (англ. «Fly By Knight»)                                  | 12 февраля 2009  | Майк и КИТТ расследуют крушение самолёта наркоконтроля. Оказывается что крушение было подстроено с целью похитить 10-летнего мальчика, являющегося свидетелем. |
| 16 | «Рыцарь в городе» (англ. «Knight and the City»)                         | 19 февраля 2009  | Майк приезжает в бар к бывшему другу Сонни. Но Сонни погиб и в клубе творятся странные вещи. |
| 17 | «Я люблю жизнь рыцаря» (англ. «I Love the Knight Life»)                 | 5 марта 2009     | Майк и КИТТ пытаются вернуть похищенную высокотехнологическую сыворотку, которая повышает физические возможности. |